# Таращанський провулок (Київ)
Тараща́нський прову́лок — провулок у Святошинському районі м. Києва, місцевість Новобіличі. Пролягає від Рубежівської вулиці, має два відгалуження — до Таращанської та до Кам'янець-Подільської вулиць.

## Історія
Виник у середині XX століття під назвою Нова вулиця. Сучасна назва — з 1955 року, на честь м. Тараща.